# Le Liège
Le Liège is een gemeente in het Franse departement Indre-et-Loire (regio Centre-Val de Loire) en telt 351 inwoners (2018). De plaats maakt deel uit van het arrondissement Loches.

## Geografie
De oppervlakte van Le Liège bedraagt 11,0 km², de bevolkingsdichtheid is 30,6 inwoners per km².
De onderstaande kaart toont de ligging van Le Liège met de belangrijkste infrastructuur en aangrenzende gemeenten.

## Demografie
Onderstaande figuur toont het verloop van het inwonertal (bron: INSEE-tellingen).